# سی‌اچ‌آر. هانسن
سی‌اچ‌آر. هانسن (به دانمارکی: Chr. Hansen) شرکت تولید مواد غذایی و محصولات شیمیایی دانمارکی است. این شرکت طیف وسیعی از مکمل‌ها و فرآورده‌های غذایی را تولید و عرضه می‌کند.
تولیدات شرکت سی‌اچ‌آر. هانسن، انواع نوشیدنیها، آنزیمها، لبنیات، غلات، محصولات کشاورزی، مکمل‌های غذایی و دارویی را در بر می‌گیرد.